# روبرت آبلا
روبرت آبلا (انگلیسی: Robert Abela؛ زادهٔ ۷ دسامبر ۱۹۷۷) سیاست‌مدار اهل مالت است. او در ۱۳ ژانویه ۲۰۲۰ به عنوان نخست‌وزیر جمهوری مالت انتخاب شد.